# 나당 전쟁
나당 전쟁(羅唐戰爭)은 670년부터 676년까지 신라와 당나라 사이에 벌어진 전쟁이다. 신라는 이 전쟁에 승리함으로써 삼국 통일을 이루고, 대동강 이남의 한반도 중·남부에 대한 지배권을 확립했다.

## 배경
648년(진덕여왕 3년), 신라와 당나라는 양국이 연합하여 백제와 고구려를 멸망시킨 후에 대동강을 양국의 경계로 할 것을 합의하고 군사동맹을 맺었다. 그러나, 당나라는 고구려를 멸망시킨 후에 신라와의 약속을 어기고, 신라의 내부 분열을 획책하면서 신라를 포함한 한반도 전지역을 당나라에 편입시키려 하였다.
660년에 백제가 멸망한 뒤, 당나라는 그 지역에 웅진도독부(熊津都督府)를 비롯한 5개 도독부를 설치했고, 고구려가 멸망한 후에는 9개 도독부를 설치하여 당나라의 영토로 기정사실화하려 시도하였다. 이에 그치지 않고 당나라는 고구려 멸망 전인 663년(문무왕 3년)에 신라를 계림대도독부(鷄林大都督府)로 하고, 문무왕을 계림주대도독으로 임명하는 조치를 취했다. 이는 당(唐)이 신라의 자주성을 부인하고 신라를 자국의 일개 지방행정구역으로 간주하겠다는 의미였다.
당시에는 아직 고구려가 건재했기 때문에 신라는 당나라와의 직접 마찰을 피하였다. 그러나, 668년 고구려가 멸망한 후에 당나라가 평양에 안동도호부를 설치하고 이를 통해 신라를 관리하도록 하여 한반도 전체에 대한 지배 의도를 드러내자 신라는 당나라와 전쟁에 돌입하게 되었다.

## 전쟁의 시작

### 고구려 부흥군
고구려 멸망 후, 고구려 유민들은 백제 유민들이 그랬던 것처럼 고구려 부흥운동을 전개하였다. 신라는 중국 세력과 건국때부터 싸워온 고구려 유민들을 앞세워 당과 전쟁할 준비를 시작하였다. 신라는 귀순한 고구려 왕족 안승(安勝)을 고구려왕으로 삼고 금마저(金馬渚: 현 전라북도 익산시 금마면)에 도읍을 정해주었다. 안승을 중심으로 결집한 고구려 유민들로 편성된 고구려 부흥군은 신라군과 연합하여 대당(對唐) 전쟁에 참여하게 된다. 통일 이후 신라의 9서당 군제에는 고구려 부흥군의 흔적이 남아 있다.

### 신라의 선제 공격
나당 전쟁은 670년 3월, 신라군 1만과 고구려 유민군 1만이 압록강을 건너 당군을 선제 공격함으로써 시작되었다. 이와 동시에, 신라군은 옛 백제 지역을 공격하여 당나라 주둔군과 웅진도독 부여융(扶餘隆, 백제의 왕족 출신)이 이끄는 백제군이 주둔하는 옛 백제 지역의 82개 성을 빼앗았으며, 671년에는 사비성을 함락시키고 그곳에 소부리주를 설치하여 직속령으로 삼아 백제의 옛 땅을 완전히 회복하였다.

### 당의 반격
이에 당나라는 671년, 설인귀에게 수군을 끌고 백제로 향하게 하고, 육지로는 당군과 말갈족으로 편성된 군대를 동원해 압록강으로 남침하였다. 육군은 나름대로 성과를 거두어 672년 7월에 평양을 점령하고, 8월에는 한시성(韓始城)과 마읍성(馬邑城)을 점령하면서 신라를 위협했지만, 설인귀의 수군은 신라군에 격파당하고 당으로 되돌아갔다. 신라군과 안승의 고구려 부흥군은 672년 12월 백빙산 전투와 673년 호로하 전투에서 당나라군에게 대패하기도 했다.
당 고종은 신라가 고구려 유민군을 배후에서 도와주고 백제의 옛 땅을 무력으로 강탈했다는 이유로 674년에 문무왕의 관작을 삭제하고 문무왕의 동생인 김인문을 신라왕에 책봉하여 수십만의 군대를 동원해 신라를 침공하였다. 이는 신라에 내부 분열을 일으키고자 하는 책략이었으나 성공하지 못했다.
675년 9월, 설인귀가 신라의 숙위학생(유학생)이었던 풍훈(風訓)을 길라잡이로 삼아 다시 쳐들어왔으나 천성 전투에서 패하고 철수했다. 같은 해 9월말부터는 이근행(李謹行)이 이끄는 4만 군대가 매소성(買肖城, 현 경기도 연천군 청산면)에 주둔하며 신라에 대한 공세를 취하기 시작했다.

### 신라의 반격과 승리
신라군은 매소성 전투에서 군마 30,380마리와 30,000 여명 분의 무기를 노획하는 대승리를 거두었다. 이 전투에서 승리함으로써 신라는 전쟁의 주도권을 장악했고, 신라군과 당군은 이후에도 크고 작은 전투를 18차례에 걸쳐 벌였다.
676년 11월, 금강 하구인 기벌포(伎伐浦: 현 충청남도 서천군 장항읍) 앞바다에서 신라 수군과 설인귀가 이끈 당의 수군 사이에 마지막 격전이 벌어졌다. 이 전투에서도 신라군이 승리를 거두었고, 당나라는 더 이상 전쟁 수행의 의지를 상실했다.

## 전쟁 결과
당나라는 676년 평양에 있던 안동도호부를 요동성으로 옮기고, 웅진도독부는 건안성(建安城: 개평)으로 옮기면서 대동강 북쪽으로 완전히 철수하였다. 신라는 나당전쟁의 승리로 대동강부터 원산만(元山灣)까지를 경계로 그 이남의 지역을 영토로 확정하였다.

## 의의 및 평가
외세를 개입시켜 백제와 고구려를 차례로 멸망시킨 신라는 나당 전쟁을 통해 당나라 세력을 몰아내고 비로소 삼국통일을 완수하였다. 신라가 차지하지 못한 만주의 고구려 옛 영토에는 발해(698년 ~ 926년)가 들어섰다. 신라와 발해가 공존한 시기를 남북국 시대라고 부른다.
신라의 삼국통일은 고구려의 영토를 상당부분 상실했다는 점에서 영토적인 면에서 분명 한계가 있었으나, 한반도 내에서 민족국가의 정체성을 확립하고 고려, 조선으로 이어지는 한민족 단일국가 수립의 기반이 되어 한국사의 토대를 만들었다는 점에서 중요한 의의를 지닌다.

## 전쟁 후 양국관계
전후 신라와 당의 관계는 50여년간 소원했으나, 신생국인 발해가 강성해지자 다시 가까워져 무역 및 문화교류가 활발하게 이루어졌다. 732년에 발해가 당나라를 공격하자 신라는 당나라를 돕기 위해 발해의 남쪽 국경에 군대를 파견하였으나, 폭설 등 험한 날씨로 인해 중도 철수하였다.

## 같이 보기
- 신라 문무왕
- 당나라 고종
- 안승
- 부여융
- 고구려 부흥운동
- 백제 부흥운동
- 매소성 전투
- 기벌포 해전
- 백제
- 당나라
- 매소성 전투
- 고구려 부흥 운동